# Kiva (organizzazione)
Kiva Microfunds (conosciuta anche come Kiva.org o più semplicemente Kiva) è una organizzazione non governativa statunitense che promuove azioni di microcredito in paesi disagiati attraverso raccolta di fondi via internet, ispirandosi all'esperienza della Grameen Bank del premio Nobel per la Pace Muhammad Yunus. È stata fondata nell'ottobre 2005 a San Francisco dai coniugi Matt Flannery e Jessica Jackley.

## Funzionamento
Sul sito dell'associazione vengono mostrati profili di piccoli imprenditori locali. I contributori possono scegliere quale progetto finanziare e con quale importo, mandando il loro contributo attraverso PayPal che, in seguito ad un accordo stretto con Kiva (primo nel suo genere), rinuncia alle tariffe che applica normalmente. È anche possibile pagare con carta di credito attraverso il sito di PayPal, ma per ritirare i fondi è necessario avere un account PayPal. L'organizzazione centrale si occupa di far arrivare i contributi presso la persona scelta attraverso organizzazioni locali (chiamate field partners), che fanno da intermediari stringendo gli accordi direttamente con gli imprenditori locali. Tali accordi prevedono il pagamento di interessi, sebbene Kiva non ne beneficia, anzi la sua attività è supportata solo da donazioni volontarie. La politica di Kiva è comunque quella di non collaborare con organizzazioni che applicano interessi troppo alti. Quando il credito viene ripagato, i contributori possono scegliere se ritirare il denaro o impegnarlo in altri prestiti.

## Storia
Kiva è stata fondata nell'ottobre del 2005 da Matt Flannery e Jessica Jackley. I due coniugi assistettero nel 2003 a una conferenza tenuta da Muhammad Yunus presso la Business School della Stanford University. Poco dopo, Jessica iniziò a lavorare come consulente presso Village Enterprise Fund, una onlus che forniva supporto all'avvio di attività economiche per imprenditori dell'Africa Orientale. Matt e Jessica passarono quindi del tempo in Africa intervistando imprenditori locali sulle difficoltà maggiori che incontravano nell'avvio di imprese e notarono che la difficoltà nell'accesso ai capitali era un problema comune per le start-up. Al ritorno dall'Africa i due iniziarono a stendere un piano per un progetto di microfinanza che avrebbe dato origine a Kiva, termine che in Swahili significa unità. I primi sette progetti furono finanziati nell'aprile 2005 per un totale di 3500 dollari. Nel settembre 2005 tutti e sette erano stati già ripagati. Questo successo convinse i fondatori a creare la onlus Kiva, a cui aderirono l'anno successivo noti esponenti del mondo degli affari, tra cui Premal Shah di PayPal e il fondatore di Linkedin Reid Hoffman.